# Triple Alliantie (1668)
De Triple Alliantie van 1668 was een bondgenootschap tussen de Republiek der Zeven Verenigde Nederlanden, Engeland en Zweden. Het verbond was gesloten om de expansiepolitiek van de Franse koning Lodewijk XIV tijdens de Devolutieoorlog te stoppen. De geallieerden voerden geen oorlog tegen Frankrijk, maar de dreiging daarvan was al voldoende om Lodewijk een halt toe te roepen en hem het Verdrag van Aken te laten ondertekenen, dat een einde maakte aan de oorlog tussen Frankrijk en Spanje.